# Ballads and Blues (album Tommy’ego Flanagana)
Ballads And Blues – album muzyczny amerykańskiego pianisty jazzowego Tommy’ego Flanagana nagrany w duecie z basistą George’em Mrazem.
Nagrania zarejestrowano 15 listopada 1978 w Penthouse Studio, w Nowym Jorku. LP został wydany w 1978 przez wytwórnię Enja Records (LP 3031), w 1979 wydała go w Stanach Inner City Records (IC-3029). Japońskie wydania CD Enji, w porównaniu do
oryginalnego wydania na winylu, zawierają dwa dodatkowe utwory.

## Muzycy
- Tommy Flanagan – fortepian
- George Mraz – kontrabas

## Lista utworów (LP)
Strona A
| 1. | „Blue Twenty” (Tommy Flanagan)             | 5:58  |
|    |                                            |       |
| 2. | „Scrapple From The Apple” (Charlie Parker) | 4:32  |
|    |                                            |       |
| 3. | „With Malice Toward None” (Tom McIntosh)   | 8:59  |
|    |                                            |       |
|    |                                            | 19:29 |
|    |                                            |       |
Strona B
| 4. | „Blues For Sarka” (George Mraz)             | 6:17  |
|    |                                             |       |
| 5. | „Star Eyes” (Gene DePaul, Don Raye)         | 6:32  |
|    |                                             |       |
| 6. | „They Say It’s Spring” (Bob Haymes,M.Clark) | 5:28  |
|    |                                             |       |
| 7. | „Birk's Works” (Dizzy Gillespie)            | 5:54  |
|    |                                             |       |
|    |                                             | 24:11 |
|    |                                             |       |

## Utwory dodane na CD
- 8. „Fifty-Twenty One” albo „50-21”  (Thad Jones) ...... 6:30
- 9. „Toward None”  (Tommy Flanagan) ....................... 8:50

## Informacje uzupełniające
- Produkcja – Horst Weber
- Inżynier dźwięku – David Baker
- Asystent inżyniera – John Kilgore, Chip Stokes
- Autor tekstu na wkładce – Barry McRae
- Zdjęcia – Giuseppe Pino, Adelhard Roidinger
- Łączny czas nagrań – 43:39